# 유엔 안전 보장 이사회 결의 제926호
유엔 안전보장이사회 결의 제926호는 1994년 6월 13일 만장일치로 채택되었다. 1994년의 결의안 제915호를 재확인한 후 유엔 아오조우 지구 감시단의 업무와 리비아 및 차드의 협력을 높이 평가하고 아우조우 지구 내의 UNASOG 임무를 즉각 종료키로 결정하였다.

## 같이 보기
- 차드-리비아 갈등
- 유엔 안전 보장 이사회 결의 제901 ~ 1000호 목록